# EnAmorArte
EnAmorArte fue una telenovela argentina producida por Telefe Contenidos para Telefe en el año 2001. Estuvo protagonizada por Emanuel Ortega y Celeste Cid y con las actuaciones antagónicas de  Mario Pasik, María Fernanda Callejón, Sergio Surraco y Agustina Lecouna y destinada al público adolescente.

## Sinopsis
Celeste Serrano (Celeste Cid), una adolescente de 17 años inteligente y sensible, hija única de un capataz que vivió todos estos años en una casa modesta de la capital, rodeada del afecto de sus padres, trabaja como soldadora para colaborar con su jornal a terminar de construir su cuarto mientras empieza a cumplir su sueño de estudiar baile. Santiago Miguéz (Emanuel Ortega) un joven de 23 años perteneciente a una familia adinerada, se rebela contra su estricto padre porque no quiere ser un empresario ejecutivo como él pretende. El deberá reconocer su talento musical olvidado por la desgracia familiar mientras que ella deberá luchar para poder llegar a ser una bailarina. 
Junto a ellos, un grupo de jóvenes talentosos buscan expresarse artísticamente en una escuela de arte a la que deberán mantener mediante una cooperativa de autogestión cuando el poder institucional de turno decida cerrarla. Todos estos componentes serán el motor de esta telenovela, donde los telespectadores compartirán amores, sueños, fracasos, temores y decisiones de estos jóvenes.

## Elenco

### Protagonistas
- Emanuel Ortega - Santiago Miguens
- Celeste Cid - Celeste Serrano/ Celeste Miguens

### Elenco protagónico
- Mario Pasik - Arturo Miguens
- China Zorrilla - Mercedes Dugan ("Mecha")
- Carla Peterson - Lucía Prieto

### Elenco de reparto
- María Fernanda Callejón - Marcia Leroux de Miguens
- Agustina Lecouna - Jimena "Gigi" García Monet
- Silvia Baylé - Nelly
- Héctor Anglada - Rubén Farias
- Mariano Torre - Iván Juárez Sánchez
- Lucas Crespi - Ariel
- Gonzalo Heredia - Maxi
- Nicolás Mateo - Teo
- Julieta Cardinali - Alma Vigiano
- Guillermo Francella - Profesor de remo
- Gimena Riestra - Nina
- Tomas Faiella - Tomy Prieto
- Leonora Balcarce - Ana
- Evangelina Salazar - Mamá de Santiago
- Augusto Di Paolo - Tobías
- Martín Pavlovsky - Osky
- Trinidad Alcorta - Consuelo Amenabar
- Luis Margani - Francisco "Pancho" Serrano
- Esmeralda Mitre - Esmeralda Schultz
- Matías Fiszon - Rolo
- Mariana Richaudeau - Pato
- Sergio Surraco - Federico
- Mayra Homar
- Irene Almus - Carmen
- Victoria Rauch - Vicky
- Mariana Prommel - Roberta
- Esteban Coletti
- Samuel Arena
- Sabrina Garciarena - Tatiana
- Magela Zanotta
- Denise Kornitz
- Daniela Viaggiamari - Inés/Hilda
- Germán Barcelo
- Fito Yanelli
- Olga Nani - Empleada de una agencia de viajes

## Recepción
- Mientras que se emitía los capítulos estrenos de la Temporada 11 de Los Simpson el capítulo Pérdida de fe se anunciaba la novela de lunes a viernes 19:00 (antes 18:00) en el momento de la merienda.

## Versiones
- Enamorate (TV Azteca, México) protagonizada por Martha Higareda y Yahir en el 2003.

- Datos: Q8775695